# Лютоцин (гміна)
Гміна Лютоцин (пол. Gmina Lutocin) — сільська гміна у центральній Польщі. Належить до Журомінського повіту Мазовецького воєводства.
Станом на 31 грудня 2011 у гміні проживало 4569 осіб.

## Площа
Згідно з даними за 2007 рік площа гміни становила 126.03 км², у тому числі:
- орні землі: 72.00%
- ліси: 20.00%

Таким чином, площа гміни становить 15.66% площі повіту.

## Населення
Станом на 31 грудня 2011:
| Опис     | Загалом | Загалом | Чоловіки | Чоловіки | Жінки | Жінки |
| -------- | ------- | ------- | -------- | -------- | ----- | ----- |
| одиниця  | осіб    | %       | осіб     | %        | осіб  | %     |
| все      | 4569    | 100     | 2315     | 50.67    | 2254  | 49.33 |
| міське   | 0       | 100     | 0        |          | 0     |       |
| сільське | 4569    | 100     | 2315     | 50.67    | 2254  | 49.33 |

## Сусідні гміни
Гміна Лютоцин межує з такими гмінами: Бежунь, Журомін, Любовідз, Росьцишево, Скрвільно.